# Cristina D'Avena
Pour les articles homonymes, voir Avena (homonymie).
Cristina D'Avena est une chanteuse, actrice et présentatrice de la télévision italienne née le 6 juillet 1964 à Bologne, en Émilie-Romagne. Célèbre surtout pour son interprétation des génériques de dessins animés diffusés sur les réseaux du Groupe Mediaset.

## Discographie
Cristina D'Avena a enregistré près de 700 chansons parmi lesquelles de nombreux génériques (dessins animés, longs métrages, émissions de télévision). Elle a publié 151 albums (en excluant certaines compilations et les rééditions) et 73 singles (dont un exclusivement pour le marché français, deux promos et une publication initialement publiées en téléchargement numérique). Avec les albums et singles, elle a plus de 200 publications et a vendu un total d'environ 6 millions de disques,. Elle est l'interprète du générique du dessin animé Princesse Sarah dans sa version italienne et française.

## Vidéographie
- 1987
  - Fivelandia TV (VHS)
- 1988
  - Fivelandia TV 2 (VHS)
- 1991
  - Fivelandia TV (VHS + MC)
  - Cristina per noi (VHS + MC)
- 1992
  - Cantiamo con Cristina - Che avventura! (VHS + MC + libretto)
  - Cantiamo con Cristina - Cuccioli in erba (VHS + MC + libretto)
  - Cantiamo con Cristina - Che avventura! (VHS)
  - Cantiamo con Cristina - Cuccioli in erba (VHS)
- 1993
  - Cantiamo con Cristina - Un mondo di amici (VHS)
  - Cantiamo con Cristina - Per crescere insieme (VHS)
- 1998
  - Cucciolo (VHS)
- 2007
  - Roxy Bar nº 24 (DVD)

## Télévision
- 1968
  - 10º Zecchino d'Oro (Programma Nazionale)
- 1971
  - 13º Zecchino d'Oro (Programma Nazionale)
- 1986
  - Love me Licia (Italia Uno)
- 1987
  - Licia dolce Licia (Italia Uno)
  - Teneramente Licia (Italia Uno)
- 1988
  - Balliamo e cantiamo con Licia (Italia Uno)
  - Arriva Cristina (Italia Uno)
- 1989
  - Cristina (Italia Uno)
  - Sabato al circo (Canale 5)
  - L'allegria fa 90 (Canale 5)
- 1990
  - Cri Cri (Italia Uno)
  - Sabato al circo (Canale 5)
  - Evviva l'allegria (Canale 5)
- 1991
  - Cri Cri (Italia Uno)
  - Luna Party (Canale 5)
  - Cristina, l'Europa siamo noi (Retequattro)
  - Sabato al circo (Canale 5)
- 1992
  - Il Grande Circo di Retequattro (Retequattro)
  - Cantiamo con Cristina (Italia Uno)
- 1993/94
  - Buona Domenica (Canale 5)
- 1994
  - Quelli di "Buona Domenica" in Partita Finale (Canale 5)
- 1995/96
  - La sai l'ultima? (Canale 5)
- 1996
  - Game Boat al circo (Retequattro)
  - L'Attesa (Rai Uno)
- 1997
  - Game Boat (Retequattro)
- 1998
  - Game Boat (Retequattro)
  - Serenate (Rai Due)
  - 41º Zecchino d'Oro (Rai Uno)
- 1999
  - Concerto di Primavera (Rai Uno)
  - 42º Zecchino d'Oro (Rai Uno)
  - Buon Natale a tutto il mondo (Rai Uno)
- 2000
  - 43º Zecchino d'Oro (Rai Uno)
  - Buon Natale a tutto il mondo (Rai Uno)
- 2010
  - Matricole & Meteore (Italia Uno)

## Radio
- 1997/1998/1999
  - Buongiorno Cristina (Radio LatteMiele)
  - Domenica con Cristina (Radio LatteMiele)

## Éditions
- 1986
  - Love me Licia (edizione cartonata)
  - Love me Licia (edizione brossurata)
- 1987
  - Licia dolce Licia (edizione cartonata)
  - Licia dolce Licia (edizione brossurata)
  - Il PianoLibro dei successi TV
  - Fivelandia Music n. 1
  - Teneramente Licia e i Bee Hive
- 1988
  - Balliamo e cantiamo con Licia
  - Fivelandia Music n. 2
  - Arriva Cristina
  - Gioca e Suona con Cristina
- 1989
  - Fivelandia Music 3
  - Cristina
  - Cristina D'Avena presenta "Le Mille e una Fiaba"
- 1990
  - Fivelandia Music 4
  - Cri Cri
- 1991
  - I Tenerissimi
  - Fivelandia 5
  - Fivelandia 6
  - Fivelandia 7
  - Fivelandia 8
  - Fivelandia 9
  - Cristina, l'Europa siamo noi
- 1992
  - Fivelandia 10 - Vol. 1
  - Fivelandia 10 - Vol. 2
- 1993
  - Fivelandia 11
- 1994
  - Cristina racconta "Le più belle storie del mondo"
  - Fiabissime
- 1997
  - Fivelandia 15
- 2002
  - Cristina D'Avena ti guida...
- 2008
  - Le fiabe di Fata Cri: Fata Cri e i draghetti pasticcioni
  - Le fiabe di Fata Cri: Fata Cri e il ballo degli scoiattoli
- 2009
  - Le fiabe di Fata Cri: Il mistero della principessa
  - Le fiabe di Fata Cri: Il mostro birbone
  - Cartoonlandia: 70 Sigle dei Cartoni di Italia Uno
- 2010
  - Mi scrivi la ricetta? - I Grandi della Musica Italiana in Cucina